# Agrínio
Agrínio (en grec : Αγρίνιο, du latin : Agrinium) est la plus grande ville du nome d'Étolie-Acarnanie, en Grèce. Elle faisait partie de la Province de Trichonis.
La ville actuelle portait le nom de Vrachori (Βραχώρι) jusqu'au XIXe siècle et a été rebaptisée du nom de la ville antique, dont les ruines se trouvent à quelques kilomètres.

## Géographie
Le dème a une superficie de 1 229,330 km2, l’unité municipale de 162,728 km2.

### Géologie
La région, comme presque toute la Grèce, est sujette aux tremblements de terre. 
Le 10 avril 2007, la ville a été frappée par plusieurs tremblements de terre, dont l'épicentre était situé sous le lac Trichonída voisin, au sud-est de la ville. 
Le premier tremblement de terre a grondé vers 2h20, le deuxième vers 6h15, trois tremblements de terre ont secoué à 10h13, 10h14 et 10h15, et le dernier vers 13h45, ils ont mesuré entre 5,0 et 5,7 sur l'échelle de Richter. Les habitants ont rapporté que les bâtiments et leurs vitrages tremblaient. 
Des dégâts mineurs ont été signalés sans aucune victime.

## Subdivisions  administratives
Le dème d'Agrinio a été formé lors de la réforme du gouvernement local de 2011 par la fusion des 10 anciennes dèmes suivants, qui sont devenues des unités municipales:
- Agrinio
- Angelókastro
- Arakýnthos
- Makrynía
- Neápoli
- Panetolikó
- Parakampýlia
- Paravóla
- Strátos
- Thestiís

## Population

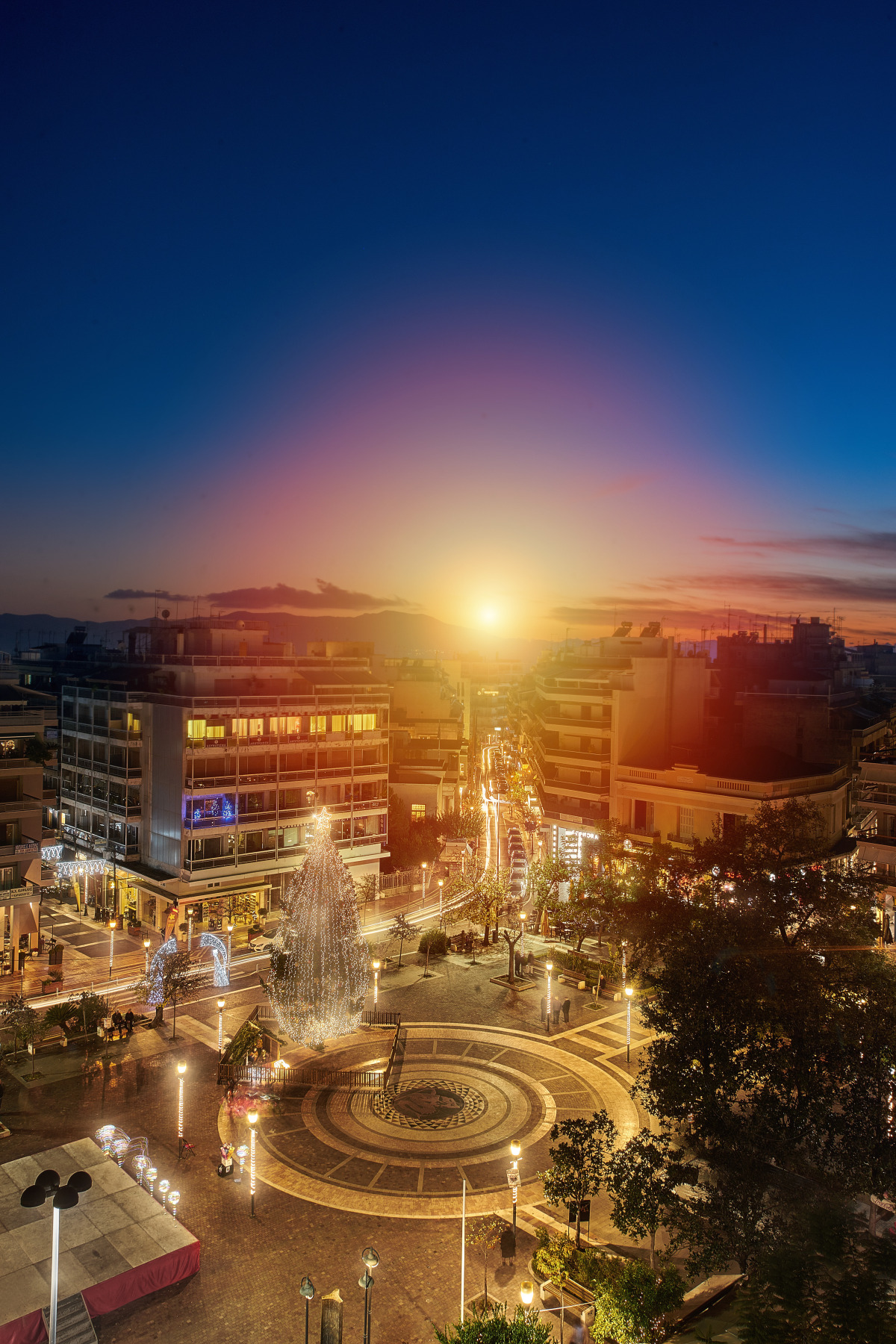
La place centrale

| 1971   | 1981   | 1991   | 2001   |
| ------ | ------ | ------ | ------ |
| 32 190 | 35 773 | 39 638 | 42 390 |

| 2011   | 2021   | - | - |
| ------ | ------ | - | - |
| 48 645 | 50 690 | - | - |

## Transports
Les principales routes traversant Agrínio sont la route nationale EO5 (Arta–Agrinio– Missolonghi) et la route nationale EO38 (Thérmo–Agrinio–Karpenísi). 
Depuis 2009, l'autoroute A5 contourne Agrínio par l'ouest.

## Personnalité liée à la ville
- María Dimádi, résistante grecque.
- Stratos Apostolakis (1964) – footballeur
- Panagiotis Danglis (1853–1924) – Politicien
- Filipos Darlas (1983) – footballeur
- Christos Kapralos (1909–1993) – artiste
- Aristidis Moschos (1930–2001) – musicien